# Xã Prophetstown, Quận Whiteside, Illinois
Xã Prophetstown (tiếng Anh: Prophetstown Township) là một xã thuộc quận Whiteside, tiểu bang Illinois, Hoa Kỳ. Năm 2010, dân số của xã này là 2.615 người.